# Lukas Lekavičius

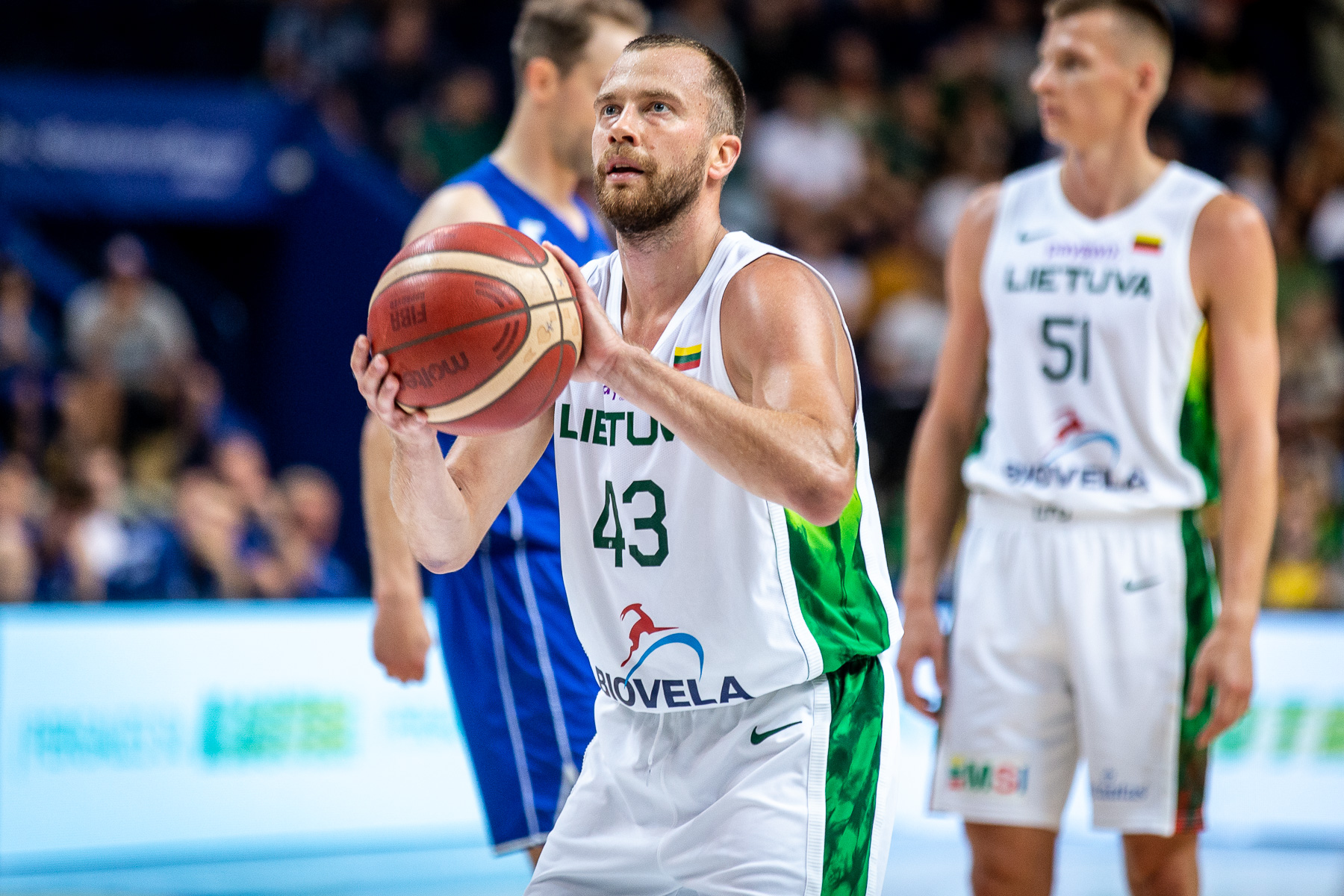

Lukas Lekavičius (Šilalė, 30 de março de 1994) é um basquetebolista profissional lituano, atualmente joga no Panathinaikos BC.